# Heinrich IV. von Oldenburg-Wildeshausen
Heinrich IV. von Oldenburg-Wildeshausen, der Bogener (* vor 1233; † um 1271) war ab 1233 Graf von Wildeshausen. Er entstammte dem Wildeshausener Zweig des Hauses Oldenburg.
Seine Eltern waren der Graf Burchard von Oldenburg-Wildeshausen, Sohn von Heinrich II., und Kunigunde von Schoten-Breda, Tochter von Graf Heinrich II. von Breda.
Er dürfte schon volljährig gewesen sein, als sein Vater bei Hemmelskamp im Stedinger Kreuzzug fiel. Er war auch älter als die beiden Söhne seines Onkels Heinrichs III., der mit Burchard zusammen die Herrschaft Wildeshausen und später von Bruchhausen innegehabt hatte und ebenfalls gegen die Stedinger, bei Altenesch 1234 zu Tode kam. Noch 1237 urkundete Heinrich IV. entsprechend auch als Vormund seiner Vettern Heinrich (bezeugt 1232–1270) und Ludolf (bezeugt 1241–1278). Er folgte seinem Vater zu Wildeshausen und führte wie er den Titel Graf in (bzw. von) Altbruchhausen, wobei er tatsächlich nur im Besitz Wildeshausens war.
Heinrich heiratete Elisabeth von Tecklenburg, Tochter des Grafen Otto I. Nach dem Tod seines Schwiegervaters im Jahre 1263 regierte Heinrich das tecklenburgische Erbe vorübergehend gemeinsam mit seinem Schwager, Graf Otto von Bentheim-Tecklenburg. Als sie um 1267 den tecklenburgische Gebiet teilten, begnügte sich Heinrich mit Burg und Herrschaft Vlotho. Zu ihr gewann er offenbar eine intensivere Beziehung, da es sein Wunsch war, im Kloster zu Vlotho begraben zu werden.
Die Rasteder Chronik nennt als Besitz Heinrichs die Grafschaften Oldenburg und Tecklenburg, Wildeshausen, Vlotho, vermutlich eine vereinfachende Übertreibung, die aber wohl das nachwirkende Ansehen dieses Grafen zeigt.
Durch viele sinnlose Fehden verschuldete er sich völlig und auch sein Herrschaftsgebiet zerfiel. Die Herrschaft Wildeshausen fiel nach Heinrichs Tod als erledigtes Lehen an das Erzbischöfe von Bremen. Seine einzige Tochter Hedwig, Eventualerbin von Wildeshausen, war mit ihrem Cousin Christian IV., Graf von Oldenburg-Delmenhorst, verheiratet. Dieser konnte in jahrzehntelangen Erbstreitigkeiten keinen der Besitzansprüche seiner Frau durchsetzen. Der übrige Besitz fiel nach und nach an den Schwager Otto II. und die Bischöfe von Münster.
Heinrich IV. starb auf einer Pilgerreise in Palästina.
Sein Beiname Bogener spiegelt wohl Heinrichs Vorliebe für den Bogen als Waffe adliger Jagd.